# (5755) 1992 OP7
(5755) 1992 OP7 là một tiểu hành tinh vành đai chính. Nó được phát hiện bởi Henri Debehogne và Álvaro López-García ở Đài thiên văn La Silla ở Chile ngày 20 tháng 7 năm 1992.